# Kvalifikovaný prostředek pro vytváření elektronických podpisů
Kvalifikovaný prostředek pro vytváření elektronických podpisů (QSCD z anglického Qualified Signature Creation Device) je bezpečnostní hardwarové (v některých případech i softwarové) zařízení pro vytváření elektronických podpisů založených na principech asymetrické kryptografie, které musí splňovat požadavky stanovené v Příloze II nařízení eIDAS. Splnění těchto požadavků musí být prokazatelné výsledkem bezpečnostního auditu daného konkrétního zařízení akreditovanou auditní společností.
V praxi se nejčastěji jedná o:
- HSM
- čipové karty
- tokeny

Evropská komise udržuje a zveřejňuje seznam jednotlivých QSCD.
Termínem QSCD se označují i kvalifikovaná zařízení pro vytváření elektronických pečetí (z anglického Qualified Seal Creation Device).